# De meester-schilder
Tom Poes en de meester-schilder (in boekuitgaven/spraakgebruik verkort tot De meester-schilder) is het 22ste verhaal uit de Bommelsaga, geschreven en getekend door Marten Toonder. Het verhaal verscheen voor het eerst op 8 mei 1944 en liep tot 14 augustus van dat jaar.
Thema van dit verhaal is het magisch realisme. Het verhaal is losjes gebaseerd op The Oval Portrait, een verhaal van Edgar Allan Poe uit 1842.

## Samenvatting
Heer Bommel laat aan Tom Poes zijn nieuwste liefhebberij zien, een verzameling van familieportretten. Er ontbreekt één schilderij, dat van de stamvader Grompel Grislie Bommel, dat een meesterwerk moet worden. Tom Poes belooft de volgende dag naar een schilder uit te zullen kijken.
De volgende dag ontmoet  Tom Poes in het dorp Saaihuizen de schilder Terpen Tijn. Tom Poes neemt Terpen Tijn mee naar Bommelstein, en daar volgt het gesprek met heer Bommel. Laatstgenoemde moet diep door de knieën voor zijn brandkast, en Terpen Tijn neemt een voorschot aan van ongeveer 50.000 florijnen. Maar na voltooiing van de opdracht wil hij bovendien nog een kleinigheid van heer Bommel. 
Als het portret van Heer Bommels stamvader af is, lijkt het levensecht. De meester-schilder wenst als loon de pijp van zijn gastheer over te nemen, waarna hij het schilderij zal signeren. Heer Bommel weigert dit, omdat hij de pijp als zijn beste vriend beschouwt. Terpen Tijn weigert nu zijn handtekening te zetten en verlaat woedend het kasteel. De meester-schilder voorspelt dat de kasteelheer over een tijd zijn pijp zal komen aanbieden. 
's Nachts ontsnapt de beeltenis uit het ongesigneerde schilderij en richt een ravage aan in het slot. Ten einde raad besluit Tom Poes dat hij Terpen Tijn gaat zoeken, omdat heer Bommel inmiddels bereid is zijn pijp definitief af te staan. 
Tom Poes gaat hierna naar de Karmijnberg. In een berghut komt hij Wammes Waggel tegen, die hier gids is. Dankzij Wammes' aanwijzingen vindt Tom Poes op de bergtop Terpen Tijn terug. De schilder weigert terug naar Bommelstein af te dalen. In plaats daarvan wijst hij op een berghotelletje, alwaar pijp, schilderij en model de volgende middag kunnen worden aangeboden.
Na veel toestanden signeert Terpen Tijn het schilderij, maar ziet toch af van de pijp van heer Bommel, omdat die al genoeg narigheid heeft ondervonden. 
Heer Bommel voegt zijn nieuwe aanwinst toe aan de verzameling van familieportretten, en geeft tot besluit een feestmaal.

## Achtergrond
In de Bommelstrip worden dieren afgebeeld die zich gedragen als mensen. Er komen dan ook bijna geen dieren in voor die ook echt dieren zijn. Maar in aflevering 970 en 971 komt een dolle hond voor die echt een hond is (en in de tekst ook zo genoemd wordt).

## Voetnoot
1. ↑  De meester-schilder uit dit verhaal is Terpen Tijn, die hiermee zijn debuut maakt. Marten Toonder noemde de meesterschilder het voorbeeld van het magisch realisme.
2. ↑  De stripstrook 928 laat 5 bundeltjes bankbiljetten zien met circa 10 biljetten van 1000 florijnen.